# Перова, Феодосия Стефановна
Феодосия Стефановна Перова — советский хозяйственный, государственный и политический деятель, Герой Социалистического Труда.

## Биография
Родилась в 1915 году в Новоайдаре. Член ВКП(б).
С 1930 года — на хозяйственной, общественной и политической работе. В 1930—1975 гг. — колхозница, тракторист, организатор и бригадир первой женской тракторной бригады колхоза «По пути Ленина» в Донецкой области по призыву Прасковьи Ангелиной, бригадир тракторной бригады Ново-Айдарской МТС Ново-Айдарского района Ворошиловградской области, работница Новойдарской птицефабрики, бригадир тракторной бригады совхоза «Авангард».
Указом Президиума Верховного Совета СССР от 17 мая 1948 года присвоено звание Героя Социалистического Труда с вручением ордена Ленина и золотой медали «Серп и Молот».
Избиралась депутатом Верховного Совета СССР 2-го и 3-го созывов.